# NX (software)

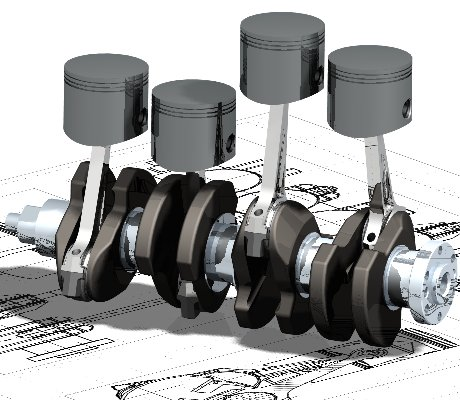
Albero con pistoni modellato in 3D

NX è una applicazione informatica di disegno assistito dal calcolatore, che inizialmente si chiamava Unigraphics.
L'applicazione è infatti stata sviluppata come software principale dalla Unigraphics, basandosi sulle librerie e sui modelli che aveva sviluppato con Parasolid. 
La società fu poi rilevata dalla Siemens AG, che ha cambiato nome: Siemens PLM Software.
NX è attualmente un diretto concorrente di altre applicazioni CAD: per esempio, di CATIA, PTC Creo, INVENTOR e SOLIDWORKS.

## Caratteristiche

### Architettura
NX utilizza Parasolid per il suo kernel di modellazione geometrica e D-Cubed come motore associativo per i vincoli di sketch ed assiemi e per l'utilizzo di JT (formato di visualizzazione) per dati leggeri e Multi-CAD.

### Aggiornamenti
Come tutti i software CAD, anche NX riceve aggiornamenti costanti. Gli aggiornamenti si possono distinguere in tre tipologie diverse:
- Maintenance pack (mp), questi aggiornamenti non vengono distribuiti con cadenza regolare. Il loro scopo primario è quello di correggere i bug e vari problemi che vengono segnalati dagli utenti di tutto il mondo a Siemens AG. Ad ogni maintenance pack applicato la versione di NX viene modificata aggiungendo dopo la versione l'indicazione del mp (ad esempio se io applico l'ultimo mp ad NX 9.0.3, esso diventerà NX 9.0.3.mp15);
- Major release (mr), questi aggiornamenti vengono distribuiti con cadenza quasi semestrale e, come indicato dal nome, sono aggiornamenti maggiori. Il loro scopo è quello di incorpare in un unico aggiornamento l'aggiunta di nuovi comandi e tutti gli mp di una determinata versione. Ad ogni major release applicato la versione di NX viene modificata aggiiungendo un numero progressivo finale (ad esempio se io applico l'ultimo mr ad NX 9.0, esso diventerà NX 9.0.3);
- Release, questi aggiornamenti vengono distribuiti con cadenza di 12/18 mesi e, come suggerito dal nome, sono nuove versioni in uscita. Al loro interno troviamo tutti gli aggiornamenti precedenti (mr+mp) oltre che aggiornamenti legati allo sviluppo del nuovo prodotto, come ad esempio nuovi comandi o implementazione di quelli esistenti. Questi aggiornamenti sono facilmente individuabili perché fanno progredire la versione (ad esempio il passaggio da NX 9.0 ad NX 10.0).

Nel gennaio 2019 questa politica di aggiornamenti viene stravolta. Siemens studia e analizza cosa Microsoft ha fatto con Windows 10, e decide di implementare lo stesso concetto, denominandolo continuous release (distribuzione continua), al suo software cad di punta, NX. Questa idea viene sviluppata, integrata e lanciata il 22 gennaio 2019 con la nuova versione, anticipando tutti i concorrenti, essendo il primo cad ad integrare una soluzione tale. Di fatto il cad perde il numero che ne identica la versione, chiamato semplicemente NX, e i singoli utenti ricevono una notifica quando è disponibile un aggiornamento.
Come per Windows 10 anche NX in realtà contiene un numero di versione, necessario agli utenti e all'assistenza in caso di problemi. Per questa prima versione viene scelto il numero 1847, in onore di Ernst Werner von Siemens fondatore originario di Siemens.

#### Cronologia delle uscite
| Nome           | Versione | Data di uscita    |
| -------------- | -------- | ----------------- |
| Unigraphics    | R1       | Aprile 1978       |
| Unigraphics    | R2       | Luglio 1978       |
| Unigraphics    | R3       | Ottobre 1978      |
| Unigraphics    | R4       | Marzo 1979        |
| Unigraphics    | D1       | Dicembre 1979     |
| Unigraphics    | D2       | Settembre 1980    |
| Unigraphics    | D3.0     | Aprile 1982       |
| Unigraphics    | D4.0     | Settembre 1982    |
| Unigraphics II | 1.0      | Agosto 1983       |
| Unigraphics I  | D5.0     | Marzo 1984        |
| Unigraphics II | 2.0      | Marzo 1985        |
| Unigraphics I  | D6.0     | Agosto 1985       |
| Unigraphics II | 3.0      | Novembre 1985     |
| Unigraphics II | 4.0      | Novembre 1986     |
| Unigraphics II | 5.0      | Ottobre 1987      |
| Unigraphics II | 6.0      | Dicembre 1988     |
| Unigraphics II | 7.0      | Dicembre 1989     |
| Unigraphics    | 8.0      | Marzo 1991        |
| Unigraphics II | 9.0      | Agosto 1992       |
| Unigraphics    | 10.3     | Giugno 1994       |
| Unigraphics    | 11.0     | Gennaio 1996      |
| Unigraphics    | 12.0     | Gennaio 1997      |
| Unigraphics    | 13.0     | Luglio 1997       |
| Unigraphics    | 14       | 22 luglio 1998    |
| Unigraphics    | 15.0     | Novembre 1998     |
| Unigraphics    | 16.0     | Settembre 1999    |
| Unigraphics    | 17.0     | Ottobre 2000      |
| Unigraphics    | 18.0     | Luglio 2001       |
| Unigraphics    | NX       | Luglio 2002       |
| NX             | 5        | 16 aprile 2007    |
| NX             | 6        | 20 maggio 2008    |
| NX             | 7        | 20 maggio 2010    |
| NX             | 8        | 17 ottobre 2011   |
| NX             | 9        | 14 ottobre 2013   |
| NX             | 10       | 14 dicembre 2014  |
| NX             | 11       | 08 settembre 2016 |
| NX             | 12       | 27 ottobre 2017   |
| NX             | 1847     | 18 gennaio 2019   |
| NX             | 1872     | 1º luglio 2019    |
| NX             | 1899     | 8 dicembre 2019   |
| NX             | 1926     | 22 giugno 2020    |
| NX             | 1953     | 11 dicembre 2020  |
| NX             | 1980     | 18 giugno 2021    |
| NX             | 2007     | 10 dicembre 2021  |
| NX             | 2206     | 17 giugno 2022    |
| NX             | 2212     | 13 dicembre 2022  |
| NX             | 2306     | 16 giugno 2023    |